# Aleksandr Pavlovitsj Aleksandrov
Aleksandr Pavlovitsj Aleksandrov (Russisch: Александр Павлович Александров) (Moskou, 20 februari 1943) is een Russisch voormalig ruimtevaarder. Aleksandrov’s eerste ruimtevlucht was Sojoez T-9 en begon op 27 juni 1983. Het was een expeditie naar het Russische ruimtestation Saljoet 7.
In totaal heeft Aleksandrov twee ruimtevluchten op zijn naam staan. Naast zijn bezoek aan het ruimtestation Saljoet 7, volbracht hij ook een missie aan boord van het ruimtestation Mir. Tijdens zijn missies maakte hij twee ruimtewandelingen. In 1993 ging hij als astronaut met pensioen. 
Aleksandrov ontving meerdere onderscheidingen en titels, waaronder 2x Held van de Sovjet-Unie, Medaille van verdienste voor ruimteonderzoek en 2x de Leninorde.